# Parco periurbano
La definizione di parco periurbano, in inglese “periurban park”, ha consentito di affrontare in ambito europeo il tema degli spazi inedificati che, al di là delle loro dimensioni, svolgono una funzione importantissima per contrastare i fenomeni di metropolizzazione e la saldatura tra gli insediamenti urbani che ne consegue. 
Il nuovo approccio tratta questi spazi come ambiti territoriali che hanno una propria identità, da considerare a livello di pianificazione territoriale e urbanistica, in quanto consentono di conservare i caratteri di ruralità e di biodiversità che vi sono ancora presenti oltre a svolgere funzioni sociali e ambientali efficaci per gli abitanti dei territori in cui essi si trovano. 
Diversi paesi europei hanno acquisito la consapevolezza dell'importanza degli spazi inedificati nelle aree a maggior pressione insediativa e si sono impegnati negli ultimi anni per creare dei grandi parchi periurbani, cioè delle infrastrutture territoriali contermini alle aree urbane e a esse connesse strettamente con la realizzazione di percorsi verdi e sistemi della mobilità lenta.
I processi partecipativi che le stesse normative europee favoriscono e che sono generalmente alla base della progettazione e realizzazione dei parchi periurbani hanno creato la consapevolezza del loro valore nei cittadini, orientandone peraltro i modelli di gestione.

## Le funzioni
L'attenzione degli specialisti nel campo della pianificazione e della valorizzazione dell'ambiente, per perseguire lo sviluppo sostenibile, si è spostata dai parchi, intesi come “aree naturali”, difficilmente reperibili in prossimità delle città e sui quali ormai da decenni operano specifiche normative con l'impiego di ingenti risorse da parte di quasi tutti gli stati membri, ai parchi periurbani intesi come uno spazio complesso in cui la maggior parte delle aree che lo compongono sono soggette ad un processo di rinaturalizzazione (riqualificazione di bacini minerari, di ex discariche industriali, di aree residuali agricole spesso in abbandono).
Questo processo le trasforma in luoghi paesaggisticamente attrattivi, dove è possibile la ripresa di attività agricole finalizzate alle produzioni tipiche per la filiera corta, la realizzazione di orti urbani, di percorsi e aree attrezzati per lo sport e il tempo libero, la valorizzazione della storia del territorio e dei beni culturali in esso presenti, la riscoperta di antichi itinerari e tradizioni. 
Il parco periurbano diventa così un luogo conosciuto, frequentato e rispettato dai cittadini che spesso intervengono direttamente nella sua realizzazione e gestione, modello dell'applicazione delle buone pratiche.

## Le finalità
La principale funzione che svolge è quella di assicurare lo sviluppo sostenibile poiché contrasta il consumo di suolo e la saldatura delle strutture urbane, promuovendo il policentrismo. Da ciò discende che non vi dovrà essere una crescita di aree impermeabilizzate e conseguentemente si otterrà un grande giovamento per le risorse idriche in termini di ripascimento delle falde. Dal punto di vista ambientale, inoltre, sarà possibile ottenere un notevole miglioramento della qualità dell'aria con la piantumazione a verde di vaste aree a fini produttivi agricoli e ambientali, con conseguenti mitigazioni climatiche ed effetti positivi oltre che sull‘avifauna anche sulla salute umana. Questo aspetto assume particolare rilevanza in quanto, generalmente, le aree nelle quali è sentita maggiormente la necessità di creare tale tipo di attrezzatura territoriale sono quelle nelle quali, oltre alla grande pressione insediativa, sono presenti infrastrutture di comunicazione di rango nazionale con conseguenti massicce immissioni di CO2 e polveri sottili in atmosfera. I parchi periurbani possono svolgere quindi un ruolo fondamentale per l'abbattimento di quelle tipologie di inquinanti.

## Lo sviluppo urbano sostenibile
Con la creazione di un parco periurbano è possibile contribuire in modo rilevante all'attuazione del principale obiettivo messo in opera dalla Comunità Europea in tema di pianificazione del territorio che è quello dello sviluppo urbano sostenibile estendendo tale possibilità anche nelle aree già investite da fenomeni diffusi di metropolizzazione:
- dal punto di vista ambientale, creando delle zone verdi alberate che mitigano le emissioni delle abitazioni (riscaldamento, condizionamento), del traffico urbano su gomma privato e pubblico, favorendo sistemi di mobilità collettivi non inquinanti su rotaia e circuiti per la mobilità lenta con percorsi pedonali e ciclabili fruibili anche per attività sportive;
- migliorare la qualità urbana creando delle connessioni verdi fra le parti edificate e il parco periurbano e facendo in modo che gli interventi di mitigazione ambientale siano anche progetti di arredo urbano che rendano più belli e sicuri gli ambienti in cui viviamo, favorendo così la vita all'aria aperta e consentendo un miglioramento, oltre che della qualità della vita anche della salute.

## Alcuni esempi
In Italia i parchi periurbani maggiormente significativi anche riguardo al contesto urbanistico nel quale essi sono stati realizzati sono il Parco Agricolo Sud e il Parco Nord Milano, le Aree protette del Po e della Collina Torinese a Torino, il Sistema delle Aree Naturali Protette di Roma, il Parco della Piana di Assisi e di Firenze.
In Spagna quelli più importanti sono il Parco di Collserola a Barcellona, la Rete degli Spazi Naturali Protetti dell'Andalusia, il Parco Devesa-Albufera a Valencia.
In Francia quelli con dimensioni più rilevanti sono l'Espace Naturel Lille Métropole a Lilla, gli Espaces Verts Seine-Saint-Denis – Bobigny a Parigi, la Communauté d'agglomération Grenoble Alpes Métropole a Grenoble.
Sono presenti parchi periurbani anche in gran Bretagna, quali il Parco di Abardeen in Scozia, in Grecia il Parco del Monte Hymettus ad Atene, il Parco di Larnaca a Cipro, il Parco forestale di Monsanto a Lisbona in Portogallo, il Parco Naturale di Drahán–Troja a Praga in Repubblica Ceca.

## La rete europea dei parchi periurbani
FEDENATUR è l'Associazione Europea dei Parchi periurbani, naturali, fluviali e agricoli situati in aree metropolitane e periurbane che, con la loro posizione, giocano un ruolo importante nei processi di pianificazione territoriale sostenibile.
FEDENATUR è stata creata nel 1997, dopo il 2° Simposio sulle aree naturali nelle zone periurbane e metropolitane, che si è tenuto a Barcellona nel 1995, ispirato al Summit della Terra di Rio de Janeiro del 1992. In seguito è apparso necessario impostare una rete di scambi a livello europeo tra i gestori di parchi periurbani per scambiarsi le buone pratiche, considerato che oltre il 75% della popolazione europea vive in aree urbane e periurbane. 
Ha la propria sede nel Parco Collserola, uno spazio naturale situato nel cuore della zona metropolitana di Barcellona e dal 2005 è membro del Forum Habitat EHF europeo, che riunisce organizzazioni leader europee per la conservazione della natura, fornendo consulenza ai paesi membri per l'attuazione e lo sviluppo futuro della politica dell'UE sulla biodiversità.
Nel 2008, FEDENATUR ha promosso una raccomandazione approvata al Congresso Mondiale della IUCN (unione internazionale per la conservazione della natura) a favore della tutela delle aree naturali periurbane intorno alle città e aree metropolitane.
Nell'ambito del Programma di Cooperazione Interregionale (2007-2013) ha partecipato al progetto europeo INTERREG IVC Periurban Parks, insieme ad altri tredici partner europei, per la definizione di politiche europee per la creazione e lo sviluppo di parchi periurbani.